# Гудзон (округ, Нью-Джерсі)
Шаблон:StateAbbr_ 40°44′ пн. ш. 74°05′ зх. д. / 40.73° пн. ш. 74.08° зх. д.
Округ  Гудзон (англ. Hudson County) — округ (графство) у штаті  Нью-Джерсі, США. Ідентифікатор округу 34017.

## Історія
Округ утворений 1840 року.

## Демографія
За даними перепису 
2000 року 
загальне населення округу становило 608975 осіб, усе міське.
Серед мешканців округу чоловіків було 299064, а жінок — 309911. В окрузі було 230546 домогосподарств, 143532 родин, які мешкали в 240618 будинках.
Середній розмір родини становив 3,27.
Віковий розподіл населення поданий у таблиці:
| Стать    | До 15 років | 15-21 | 22-29 | 30-39 | 40-49 | 50-65 | 65-85 | Понад 85 |
| -------- | ----------- | ----- | ----- | ----- | ----- | ----- | ----- | -------- |
| Чоловіки | 59062       | 27910 | 47769 | 57191 | 41410 | 39000 | 24532 | 2190     |
| Жінки    | 56394       | 26135 | 44759 | 52935 | 42686 | 44453 | 36494 | 6055     |

## Виноски
1. ↑  Forstall, Richard L. Population of states and counties of the United States: 1790 to 1990 from the Twenty-one Decennial Censuses [Архівовано 2 січня 2016 у Wayback Machine.], pp. 108-109. Бюро перепису населення США, March 1996. ISBN 9780934213486. Accessed October 3, 2013.
2. ↑  New Jersey: 2010 - Population and Housing Unit Counts; 2010 Census of Population and Housing [Архівовано 23 липня 2013 у Wayback Machine.], p. 6, CPH-2-32. Бюро перепису населення США, August 2012. Accessed August 29, 2016.
3. ↑  DP-1 - Profile of General Demographic Characteristics: 2000; Census 2000 Summary File 1 (SF 1) 100-Percent Data for Hudson County, New Jersey[недоступне посилання], Бюро перепису населення США. Accessed January 21, 2013.(англ.) Наведено за англійською вікіпедією.
4. ↑  DP1 - Profile of General Population and Housing Characteristics: 2010 Demographic Profile Data for Hudson County, New Jersey[недоступне посилання], Бюро перепису населення США. Accessed January 21, 2013.(англ.) Наведено за англійською вікіпедією.
5. ↑  U.S. Census Bureau Delivers New Jersey's 2010 Census Population Totals [Архівовано 8 лютого 2011 у Wayback Machine.], Бюро перепису населення США, February 3, 2011. Accessed February 5, 2011.
6. ↑  American FactFinder. Бюро перепису населення США. Архів оригіналу за 21 травня 2008. Процитовано 31 січня 2008.

| США | Це незавершена стаття з географії США. Ви можете допомогти проєкту, виправивши або дописавши її. |